# Bird stone

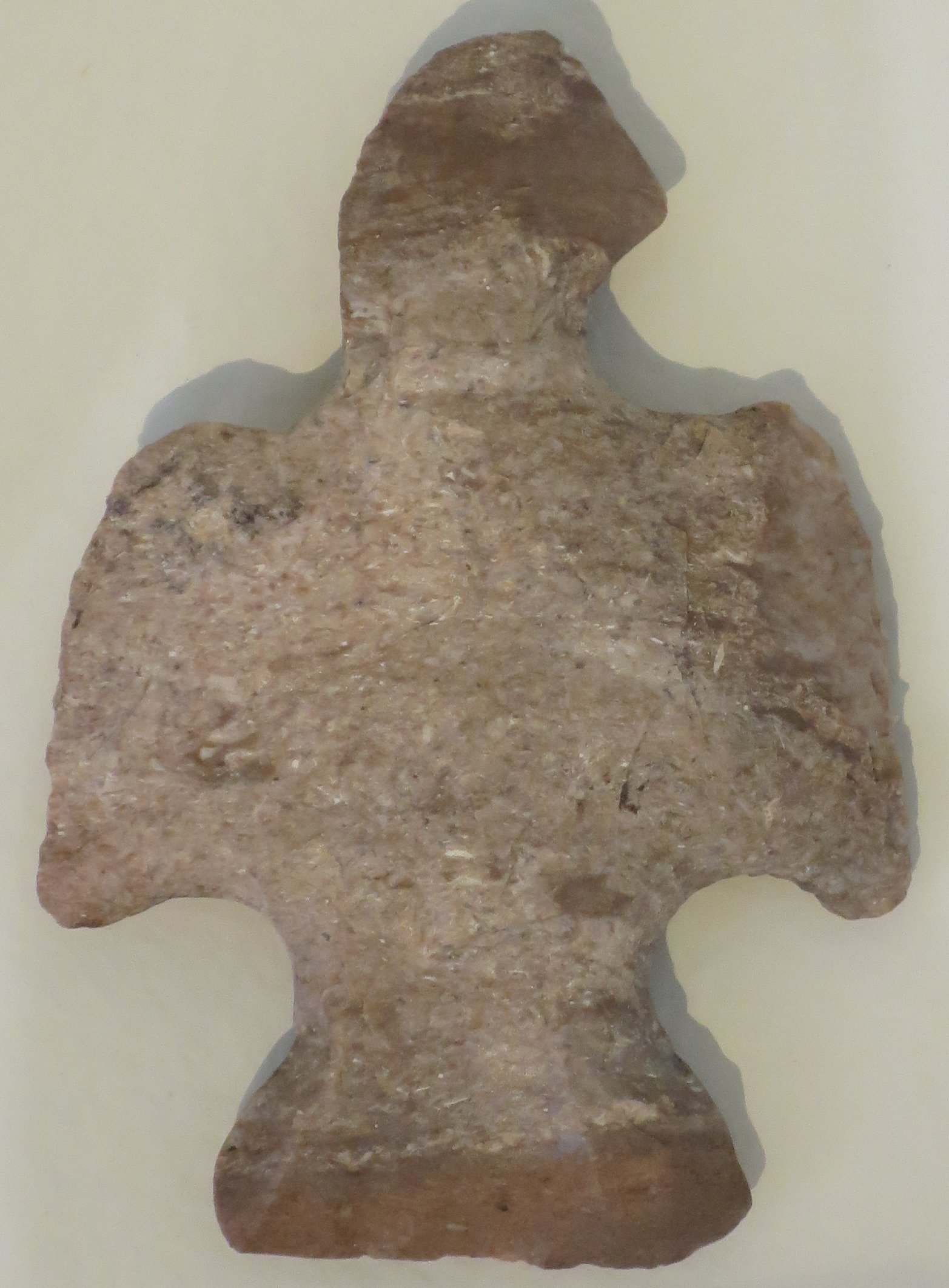
Pierre brune légère façonnée en forme d'oiseau (Honolulu Museum of Art)

Les Bird stones sont des sculptures préhistoriques en forme d'oiseau, façonnées dans la pierre par les anciens Amérindiens d'Amérique du Nord. Ces artéfacts sont communs dans les tombes, et ils avaient peut-être une importance cérémonielle. Ils sont connus pour leur simplicité et leur beauté distinctive.

## Description
Les bird stones mesurent entre 8 et 16 cm de long et ne connaissent que des variations d'un style unique. La plupart sont de couleur vert grisâtre, ou ardoise veinée.

## Datation
Les bird stones apparaissent vers la fin de l'ère archaïque de l'Amérique du Nord, vers 3000 av. J.-C., et perdurent jusqu'au début de l'ère formative (ou période sylvicole), vers 500 av. J.-C..

## Usage
Le but exact de ces bird stones n'est pas connu, mais la plupart ont un petit trou percé à la base du cou et un autre à l'extrémité arrière, sans doute pour pouvoir les fixer. Certaines théories suggèrent qu'ils faisaient partie d'un propulseur, en plus de leurs usages cérémoniels.

## Aire géographique
Les bird stones ont été principalement trouvés à l'est du Mississippi, notamment à New York, dans l'Ohio, le Michigan et le Wisconsin.